# Геологија Хрватске
Геологија Хрватске има неке преткамбријске стене углавном прекривене млађим седиментним стенама и деформисане или прекривене тектонском активношћу.
Држава је подељена на две главне копнене провинције, мањи део Панонске низије и већег дела Динарида. Ове области су веома различите.
Карстни пејзаж Хрватске карбонатне платформе помогао је у стварању временских услова за формирање боксита, гипса, глине, спилита и кречњака.

## Географија
Територија покрива 56.594 километара квадратних, која се састоји од 56.141 километара квадратних земље и 128 километара квадратних воде. Надморска висина се креће од планина Динарских Алпа са највишом тачком врха Динаре на 1.831 метара у близини границе са Босном и Херцеговином на југу до обале Јадранског мора које чини читав његов југозапад граница. Острвска Хрватска се састоји од преко хиљаду острва различитих величина, од којих је 48 стално насељених. Највећа острва су Црес и Крк, свако од њих има површину од око 405 километара квадратних. Топографија краша чини око половину Хрватске и посебно је истакнута у Динарским Алпима. У Хрватској постоји неколико дубоких шпиља, од којих 49 дубље од 250 метара, од којих 14 дубље од 500 метара и три дубље од 1.000 метара. Најпознатија језера у Хрватској су Плитвичка језера, систем од 16 језера са водопадима који их повезују преко доломитних и кречњачких каскада. Језера су позната по својим препознатљивим бојама, од тиркизне до зелене, сиве или плаве.

## Панонска низија
Панонски басен, или Карпатски басен, је велики басен у средњој Европи. Басен је највећим делом концентрисан на територији модерне Мађарске, али обухвата и регионе западне Словачке, југоисточне Пољске, западне Украјине, западне Румуније, северне Србије, врх североисточне Хрватске (Славонија), североисточне Словеније (Прекомурје) и источне Аустрије. Панонски басен се налази унутар лучног карпатског планинског ланца који окружује басен; овај ланац спаја алпски планински систем на западу и динарски планински систем на југозападу. Слив је омеђен унутаркарпатским планинским венцима и подрумским узвишењима. Хрватски сектор слива има површину од 26.000 километара квадратних и подељен је на 4 главна подслива – Сава, Драва, Северозападна Хрватска и Славонија. Докази о карбонској херцинској орогенези остали су у планини Папук на истоку. Подрум је препермски и изграђен је од магматских, метаморфних и седиментних стена, са гранитима, гнајсовима, шкриљцима и разним метаморфним стенама ниског квалитета и изгледа да су биле захваћене каледонском и вариском орогенијом. У панонском подручју, неогенски материјал лежи на врху старије стене, смештене на периферији океана Паратетис. Неогенске стене обухватају лапор, конгломерат и пешчар, као и андезит и туф. У долини реке Драве неоген је дебео седам километара. Многе јединице садрже лигнит, а нафта се налази у нижим јединицама.

## Динариди
Хрватска се углавном формира као део Динарида. Подручје Динарида лежи изван Панонског басена на југозападу. Динариди су планински венац у јужној и југоисточној Европи, који одваја континентално Балканско полуострво од Јадранског мора. Протежу се од Италије на северозападу преко Словеније, Хрватске, Босне и Херцеговине, Србије, Црне Горе. Динарски Алпи се простиру на око 645 километара дуж западног Балканског полуострва од Јулијских Алпа ка северозападу у Италији, наниже до масива Шар планине и Кораба, где се њихов правац мења. Динариди су широки СЗ-ЈИ појас са нагибом и потиском који се протеже од југозападне Словеније до Црне Горе дуж јадранске обале Хрватске и унутрашњости.

### Формација
Динариди су настали процесима субдукције и колизије у граничном појасу између Европе и Јадранске тектонске плоче . Јадранска плоча још увек гура кенозојске карбонатне стене на врх јадранске литосфере. Ултрамафични офиолит је настао отварањем огранка Тетиса у креди, након чега је уследила магматска активност. Са континуираном континенталном субдукцијом у палеогену, почело је подизање. Јадранско море је структурни појас карбонатне платформе са мезозојско-палеогенским флишем, рожнацима и кречњаком који се наслањају на њега. Палеогенске стене кенозоика несагласно прекривају стене креде са бокситом, угљем и слатководним кречњаком, прекривеним морским кречњаком из еоцена и флишом формираним у кориту између две карбонатне платформе. Пешчаник, лапор и кречњак депоновани у басенима сада испод Јадранског мора током неогена.

### Јадранска плоча
Јадранско море и Падска низија повезани су са тектонском микроплочом — идентификованом као Апулијска или Јадранска плоча која се одвојила од Афричке плоче током мезозоичке ере. Ово раздвајање је почело у средњем и касном тријасу, када је кречњак почео да се таложи на том подручју. Између норијанске и касне креде, јадранске и апулијске карбонатне платформе формирале су се као дебела серија карбонатних седимената (доломити и кречњаци), до 8.000 m (26.000 ft) дубоко. Остаци првог налазе се у Јадранском мору, као иу јужним Алпима и Динарским Алпима, а остаци других се виде као рт Гаргано и планина Мајела. У еоцену и раном олигоцену, плоча се померила на север и североисток, доприносећи алпској орогенези (заједно са кретањима Афричке и Евроазијске плоче) преко тектонског издизања Динарида и Алпа. У касном олигоцену, кретање је било обрнуто и дошло је до орогенезе Апенинских планина. Непрекинута зона повећане сеизмичке активности граничи се са Јадранским морем, са појасом раседа који је углавном оријентисан у правцу североисток-југозапад на источној обали и нормалним раседима североисток-југозапад на Апенинима, што указује на ротацију Јадрана у смеру супротном од казаљке на сату.
Активних 200 километара раседа је идентификовано северозападно од Дубровника, додајући далматинска острва док Евроазијска плоча клизи преко Јадранске микроплоче. Штавише, расед узрокује да се јужни врх Апенинског полуострва помери ка супротној обали за око 4 центиметара годишње. Ако се ово кретање настави, морско дно ће бити потпуно потрошено и Јадранско море ће бити затворено за 50–70 милиона година. У сјеверном Јадрану, обала Тршћанског залива и западне Истре постепено се спушта, потонула око 15 метара у протекле две хиљаде година. У средњем Јадрану постоје докази о пермском вулканизму на подручју Комиже на острву Вис и вулканских острва Јабука и Брусник. Земљотреси су примећени у региону од најранијих историјских записа. Недавни јак земљотрес у региону био је земљотрес у Црној Гори 1979, јачине 7,0 степени Рихтерове скале. Историјски земљотреси у овој области укључују полуострво Гаргано 1627. и земљотрес у Дубровнику 1667, оба праћена снажним цунамијем. У последњих 600 године у Јадранском мору се догодило петнаест цунамија.

## Природни ресурси
Угаљ, нафта, плин и вода водећи су природни ресурси у Хрватској.